# She's All That
She's All That is een Amerikaanse film uit 1999 geregisseerd door Robert Iscove. De hoofdrollen worden vertolkt door Freddie Prinze jr. en Rachael Leigh Cook.

## Verhaal
De populaire Zach Stiller wordt gedumpt door zijn mooie en populaire vriendin Taylor. Hij gaat de uitdaging aan met zijn vriend om de seutige Laney Boggs mee te nemen naar het eindbal en haar om te toveren tot koningin van het bal. Zach begint echt verliefd te worden op Laney, alles dreigt mis te gaan wanneer Laney dan ontdekt dat het om een weddenschap blijkt te gaan...

## Rolverdeling
| Acteur                | Personage                            |
| --------------------- | ------------------------------------ |
| Freddie Prinze jr.    | Zach Siler                           |
| Rachael Leigh Cook    | Laney Boggs                          |
| Matthew Lillard       | Brock Hudson                         |
| Paul Walker           | Dean Sampson                         |
| Jodi Lyn O'Keefe      | Taylor Vaughan                       |
| Kevin Pollak          | Wayne Boggs                          |
| Anna Paquin           | Mackenzie Siler                      |
| Kieran Culkin         | Simon Boggs                          |
| Elden Henson          | Jesse Jackson                        |
| Usher Raymond         | Campus DJ                            |
| Dulé Hill             | Preston                              |
| Gabrielle Union       | Katie                                |
| Lil' Kim              | Alex (als Kimberly 'Lil' Kim' Jones) |
| Tamara Mello          | Chandler                             |
| Clea DuVall           | Misty                                |
| Tim Matheson          | Harlan Siler                         |
| Patricia Charbonneau  | Lois Siler                           |
| Alexis Arquette       | Mitch                                |
| Debbi Morgan          | Ms. Rousseau                         |
| Dave Buzzotta         | Jeffrey Munge Rylander               |
| Chris Owen            | Derek Funkhouser Rutley              |
| Michael Milhoan       | Rector Stickley                      |
| Katharine Towne       | Savannah                             |
| Ashlee Levitch        | Melissa                              |
| Wendy Fowler          | Harmony                              |
| Carlos Jacott         | Fotograaf op eindbal                 |
| Sarah Michelle Gellar | Meisje in schoolkantine (onvermeld)  |

## Extra
- Sarah Michelle Gellar komt even in beeld in de kantine.